# Аль-Муваллид, Халид
Хали́д Мусаа́д а́ль-Мувалли́д (араб. خالد مسعد المولد‎; 23 ноября 1971, Джидда) — саудовский футболист, игрок сборной Саудовской Аравии и клубов из Джидды «Аль-Ахли» и «Аль-Иттихад». Участник чемпионата мира 1994 года и чемпионата мира 1998 года.

## Карьера

### Клубная
Большую часть своей карьеры игрока провёл в клубах из Джидды «Аль-Ахли» и «Аль-Иттихад».

### В сборной
В составе главной национальной сборной Саудовской Аравии выступал на чемпионате мира 1994 года и чемпионате мира 1998 года. В 1996 году, вместе с командой, стал обладателем Кубка Азии (в 1992 году был его финалистом), в 1994 году обладателем Кубка наций Персидского залива (в 1998 году стал его финалистом), а в 1998 году обладателем Кубка арабских наций (в 1992 году был его финалистом).

## Достижения
Обладатель Кубка Азии: (1)
- 1996

Финалист Кубка Азии: (1)
- 1992

Обладатель Кубка арабских наций: (1)
- 1998

Финалист Кубка арабских наций: (1)
- 1992

Обладатель Кубка наций Персидского залива: (1)
- 1994

Финалист Кубка наций Персидского залива: (1)
- 1998